# Championnat du Pérou de football 1928
Navigation
Saison suivante
La saison 1928 du championnat du Pérou de football est la troisième édition du championnat de première division au Pérou, organisée par la Fédération péruvienne de football. Mais c'est la première qui revêt un caractère officiel après deux tournois expérimentaux en 1926 et 1927. C'est aussi la première édition qui arrive à son terme puisque les deux tournois précédents sont interrompus avant la fin, obligeant la fédération à désigner leurs champions de façon prématurée. 
Dix-neuf clubs (huit qui participaient au championnat non officiel la saison précédente et onze formations invitées par la fédération) sont répartis en deux poules, où chaque équipe rencontre une seule fois ses adversaires. Les quatre derniers de chaque poule sont relégués tandis que les cinq meilleures équipes (au nombre de points, poules confondues) se retrouvent pour la poule finale, qui détermine le champion national. Toutes les équipes engagées sont basées à Lima ou ses environs.
C'est le club de l'Alianza Lima qui remporte la compétition après avoir battu lors du barrage pour le titre le club de Federación Universitaria, les deux équipes ayant terminé à égalité de points en tête de la poule finale. En incluant les premières éditions organisées par l'Asociación Deportiva de Fútbol Profesional (es), c'est le 4e titre de champion du Pérou de l'histoire du club.

## Les clubs participants
| - Groupe 1 : - Alianza Lima - Atletico Chalaco - Sportivo Tarapacá Ferrocarril - Sportivo Unión - Alianza Chorrillos - Unión Santa Catalina - Lawn Tennis - Association Alianza - Alberto Secada | - Groupe 2 : - Sport Progreso - Federación Universitaria - Circolo Sportivo Italiano - Ciclista Lima - Unión Buenos Aires - Jorge Washington - Jorge Chavez no 2 - Alianza Callao - José Olaya - Unión FBC |

## Compétition
Le barème utilisé pour établir les classements est le suivant :
- Victoire : 2 points
- Match nul : 1 point
- Défaite : 0 point

### Première phase

#### Groupe 1
| Rang | Équipe                        | Pts | J | G | N | P | Bp | Bc | Diff |
| ---- | ----------------------------- | --- | - | - | - | - | -- | -- | ---- |
| 1    | Alianza Lima                  | 16  | 8 | 8 | 0 | 0 | 26 | 6  | +20  |
| 2    | Atletico Chalaco              | 12  | 8 | 6 | 0 | 2 | 26 | 15 | +11  |
| 3    | Sportivo Tarapacá Ferrocarril | 11  | 8 | 5 | 1 | 2 | 15 | 6  | +9   |
| 4    | Sportivo Unión                | 9   | 8 | 4 | 1 | 3 | 11 | 11 | 0    |
| 5    | Alianza Chorrillos            | 7   | 8 | 3 | 1 | 4 | 14 | 22 | -8   |
| 6    | Unión Santa Catalina          | 6   | 8 | 3 | 0 | 5 | 11 | 13 | -2   |
| 7    | Lawn Tennis                   | 5   | 8 | 2 | 1 | 5 | 12 | 15 | -3   |
| 8    | Association Alianza           | 4   | 8 | 1 | 2 | 5 | 10 | 17 | -7   |
| 9    | Alberto Secada                | 2   | 8 | 1 | 0 | 7 | 4  | 24 | -20  |

|  | Qualification pour la poule finale |
|  | Relégation en Segunda Division     |

#### Groupe 2
| Rang | Équipe                    | Pts | J | G | N | P | Bp | Bc | Diff |
| ---- | ------------------------- | --- | - | - | - | - | -- | -- | ---- |
| 1    | Sport Progreso            | 15  | 9 | 7 | 1 | 1 | 14 | 10 | +4   |
| 2    | Federación Universitaria  | 13  | 9 | 5 | 3 | 1 | 20 | 6  | +14  |
| 3    | Circolo Sportivo Italiano | 13  | 9 | 5 | 3 | 1 | 15 | 8  | +7   |
| 4    | Ciclista Lima             | 12  | 9 | 5 | 2 | 2 | 14 | 9  | +5   |
| 5    | Unión Buenos Aires        | 11  | 9 | 5 | 1 | 3 | 14 | 10 | +4   |
| 6    | Jorge Washington          | 9   | 9 | 4 | 1 | 4 | 21 | 9  | +12  |
| 7    | Jorge Chavez no 2         | 9   | 9 | 4 | 1 | 4 | 12 | 10 | +2   |
| 8    | Alianza Callao            | 6   | 9 | 2 | 2 | 5 | 12 | 14 | -2   |
| 9    | José Olaya                | 1   | 9 | 0 | 1 | 8 | 8  | 29 | -21  |
| 10   | Unión FBC                 | 1   | 9 | 0 | 1 | 8 | 7  | 32 | -25  |

|  | Qualification pour la poule finale |
|  | Relégation en Segunda Division     |

### Phase finale

#### Poule pour le titre
| Rang | Équipe                    | Pts | J | G | N | P | Bp | Bc | Diff |
| ---- | ------------------------- | --- | - | - | - | - | -- | -- | ---- |
| 1    | Alianza Lima              | 6   | 4 | 3 | 0 | 1 | 7  | 4  | +3   |
| 2    | Federación Universitaria  | 6   | 4 | 3 | 0 | 1 | 7  | 4  | +3   |
| 3    | Atletico Chalaco          | 4   | 4 | 2 | 0 | 2 | 6  | 6  | 0    |
| 4    | Sport Progreso            | 3   | 4 | 1 | 1 | 2 | 8  | 8  | 0    |
| 5    | Circolo Sportivo Italiano | 1   | 4 | 0 | 1 | 3 | 5  | 11 | -6   |

|  | Participation au match pour le titre |

#### Match pour le titre
Les équipes d'Alianza Lima et de Federación Universitaria terminent à égalité parfaite en tête de la poule pour le titre. Un barrage, en matchs aller-retour est donc organisé pour les départager et déterminer le vainqueur du championnat.
| Équipe 1     | Résultat | Équipe 2                 | Aller | Retour |
| ------------ | -------- | ------------------------ | ----- | ------ |
| Alianza Lima | 3 - 1    | Federación Universitaria | 1 - 1 | 2 - 0  |

## Bilan de la saison
| Championnat du Pérou de football 1928 | |
| Champion                              | Alianza Lima (4e titre)                                                                                                  |
| Promotions et relégations             | |
| Promus en Primera División            | Sporting Tabaco |
| Promus en Primera División            | Hidroaviación |
| Relégués en Segunda División          | Jorge Washington Alianza Callao José Olaya Unión FBC Unión Santa Catalina Lawn Tennis Association Alianza Alberto Secada |